# Spedale di Santa Maria della Croce
L'ex spedale di Santa Maria della Croce è un edificio che si trova a Montalcino.

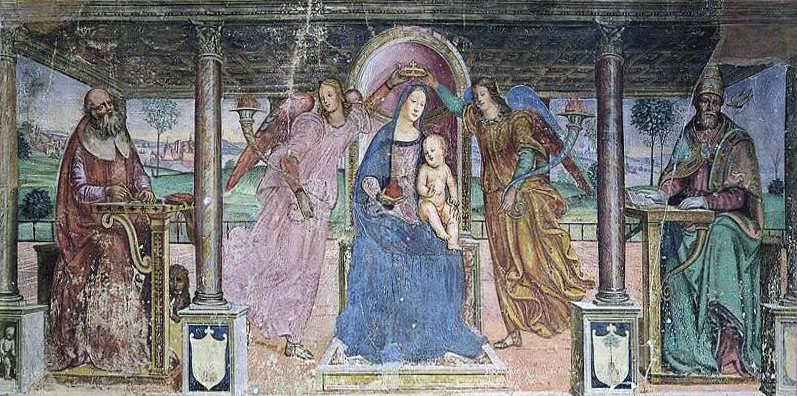
Vincenzo Tamagni. Madonna in trono col Bambino, angeli e Santi

## Storia
I primi 9 spedali di Montalcino
A Montalcino nel XIV secolo si contavano ben 9 spedali:
- Santa Maria della Croce, fondato nel 1214.
- "La Misericordia" (o "La Pia Casa dei Poveri"), che era ubicato nel punto di intersezione delle vie Moglio e Padelletti.
- di San Lazzaro, che si trovava sulla strada che conduceva alla Maremma e che ricoverava in quarantena le persone che provenivano da quella zona.
- di San Bartolommeo, che fu edificato sul Poggio delle Caselle ed era destinato a dare ricovero e vitto ai pellegrini ed ai viandanti.
- di San Cristoforo, che sorgeva dove oggi vi è la Chiesa del Corpus Domini e ricoverava i convalescenti.
- di Sant'Angelo, nella zona di Sant'Egidio.
- della Maestà ( poi "delle Grazie"), dove venivano ricoverati gli esposti.
- della Pieve, nella zona del Duomo.
- di Fra Manete, che curava gli infermi.

Il periodo di prosperità del Santa Maria della Croce
Nel XV tutti i vari piccoli spedali si fusero con lo Spedale Centrale (così era chiamato il Santa Maria della Croce). L'ospedale aveva numerosi possedimenti: 30 poderi, abitazioni e botteghe a Montalcino, mulini, frantoi e una fornace per la cottura dei vasi e della calcina. In più l'ospedale aveva un'ampia entrata annua di ben 4000 scudi circa. Quest'ultimo garantiva anche la crescita di numerose giovani ragazze, tra i 12 e i 18 anni, appartenenti a famiglie numerose, offrendo loro: un'ottima istruzione, alloggio, vitto e, quando si sposavano, un ricco corredo più 100 fiorini. Le giovani donne dovevano però, in cambio: filare, tessere, cucire, fare il pane ed altri numerosi lavori. L'ospedale forniva direttamente a casa dei malati non ricoverati i viveri per il loro sostentamento e in più dava gratuitamente medicinali di poco costo a chi ne avesse avuto bisogno. Contribuiva a pagare il salario del maestro comunale e finanziava numerose opere d'arte. Durante i numerosi assedi subiti da Montalcino, per far fronte alle numerose spese i guerra, fu costretto a vendere numerosi poderi. Nel 1583 l'Ospedale istituì il Monte Pio (o "di Pietà), che era un ente di assistenza e beneficenza, dotato di un fondo iniziale di 58.000 lire, che era al servizio soprattutto dei più poveri.
L'impoverimento dello Spedale
La riforma sanitaria di Pietro Leopoldo di Lorena del 1783, stabiliva che gli ospedali dovevano curare solo gli infermi, ponendo fine al loro assistenziale. Il Santa Maria della Croce dovette vendere tutto il suo patrimonio ed dare, obbligatoriamente, il ricavato alla Banca del Monte Fiorentino al servizio dei Lorena. L'entrata annua cadde a soli 400 scudi. Nel 1787, fu soppresso anche il Monte Pio, sempre per volere di Pietro Leopoldo, a seguito di difficoltà nella gestione economica.
Nel 1872 l'ospedale della Croce fu trasferito nei locali dell'ex convento di San Francesco (dove si trova tuttora). Attualmente vi sono collocati vari uffici dell'amministrazione comunale.

## Gli affreschi del Tamagni
Nell'atrio, all'ingresso, si trova una piccola stanza, detta lo Scrittoio, interamente decorata da Vincenzo Tamagni. Gli affreschi della stanza (ex-pellegrinaio e farmacia dell'Ospedale), eseguiti negli anni 1510-12, rivelano la stretta dipendenza dai modi del Sodoma e raffigurano tra l'altro Santa Maria della Croce e la Madonna in trono col Bambino, angeli e Santi.